# Pontenuovo (Pontelandolfo)
Pontenuovo, detta anche Ponte Nuovo, è una località di  abitanti del comune Pontelandolfo in provincia di Benevento.

## Storia
Il borgo di Pontenuovo è di origine medievale, fu un'importante luogo di sosta e di riposo per i carrettieri, cavalli e muli, per la presenza di una taverna, situata nei pressi dell'antica via sannitica.

## Monumenti e luoghi d'interesse
- Nella località è tutt'ora presente l'antica fontana, costruita nel 1764 è detta "Fontana Romana".[2]